# Two Bridges (Manhattan)
Two Bridges es un barrio en la parte suroccidental de Manhattan en la Ciudad de Nueva York, Estados Unidos. Aunque los límites del barrios no son exactos, es el Río Este, y una parte del Puente de Brooklyn y el Puente de Manhattan en el extremo sur del Lower East Side.
Two Bridges, junto con su viviendas y su alta concentración de proyectos de viviendas públicas, ha sido tradicionalmente un barrio de inmigrantes, poblado anteriormente por inmigrantes europeos, y recientemente de Latinoamérica, y ahora de China. El Distrito Histórico de Two Bridges fue en-listado en el Registro Nacional de Lugares Históricos en septiembre de 2003.

## Límites

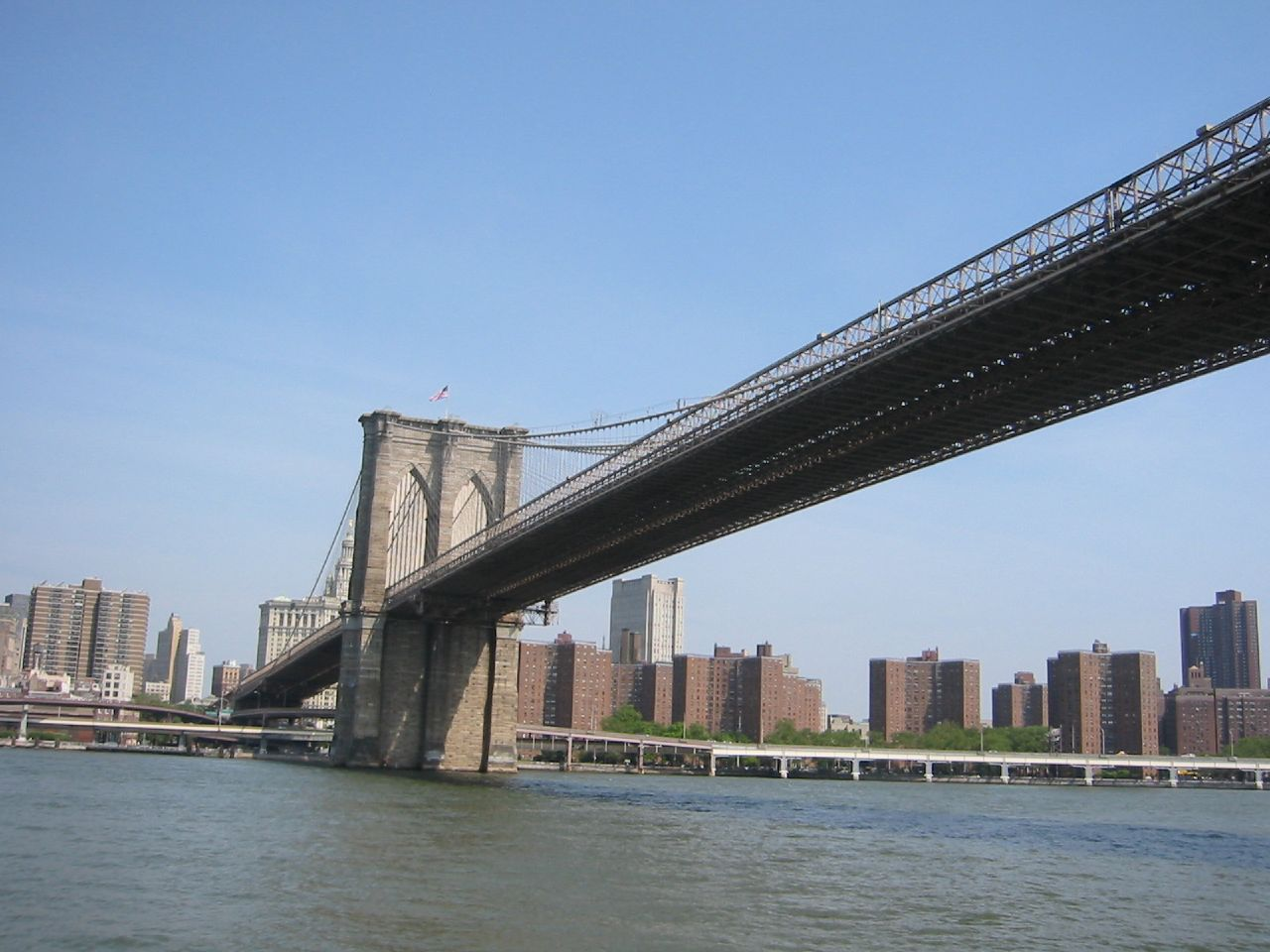
El Puente de Brooklyn y proyectos de viviendas en Two Bridges.

Aunque Two Bridges no tiene límites exactos, el barrio limita con el Río Este en el Sur, East Broadway al norte, la Calle Montgomery en el este, St. James Place y el Puente de Brooklyn en el Oeste. Sin embargo, el distrito Two Bridges Urban Renewal colinda entre el Puente de Manhattan y el Puente de Williamsburg al norte.
Barrios cercanos:
- Al Norte: Lower East Side y Chinatown
- Al Oeste: Civic Center, South Street Seaport y el Distrito Financiero

## Demografía
Two Bridges ha sido históricamente un barrio de irlandeses e italianos, pero después de la guerra y la construcción de edificios de viviendas públicas en la década de 1950, los residentes hispanos y negros empezaron a trasladarse a la zona. Más recientemente, Two Bridges ha sido poblada por la primera y segunda generación de inmigrantes chinos. La zona sigue siendo un lugar de familias con bajos a moderados ingresos. El guitarrista de Guns N 'Roses y residente del barrio Richard Fortus llama a Two Bridges, "el único barrio que queda en Manhattan, que no tiene un Starbucks".
Sin embargo, las familias y los profesionales jóvenes están llegando en busca de ofertas, y condominios en construcción con unidades van desde más de $ 1,8 millones.

## Distrito Histórico de Two Bridges
En septiembre de 2003, el Distrito Histórico de Two Bridges fue agregado al Registro Nacional de Lugares Históricos. El distrito es un área de nueve cuadras, que colindan con East Broadway, Calle Market, Calle Cherry, Calle Catherine, Calle Madison y St. James Place.
El distrito incluye los siguientes puntos de interés agregados en registros históricos estatales y federales:
- First Cemetery of Congregation Shearith Israel
- Knickerbocker Village
- Mariners Temple
- The Sea and Land Church
- St. James Church
- 51 Market Street
- 25 Oliver Street (casa donde nació el gobernador Al Smith)